# Le Thillot
Le Thillot település Franciaországban, Vosges megyében. Lakosainak száma 3198 fő (2022. január 1.). Le Thillot Le Ménil, Haut-du-Them-Château-Lambert, Fresse-sur-Moselle, Ramonchamp és Plancher-les-Mines községekkel határos.

## Népesség
A település népességének változása:
| Lakosok száma | 3629 | 3513 | 3515 | 3438 | 3405 | 3376 | 3316 | 3257 | 3198 |
|               | 2013 | 2015 | 2016 | 2017 | 2018 | 2019 | 2020 | 2021 | 2022 |